# 漢斯-馬丁冰原島峰
71°37′S 8°56′E / 71.617°S 8.933°E
漢斯-馬丁冰原島峰，是南極洲的冰原島峰，位於毛德皇后地的阿斯特里德公主海岸，處於亨里克森冰原島峰以南6公里，挪威製圖師根據探險隊的測量和空中照片繪入地圖，現時由南極條約體系管理。